# Ivo Frébort
Ivo Frébort (* 1965) je český biochemik, v letech 2014 až 2018 děkan Lékařské fakulty Univerzity Palackého.

## Biografie
Ivo Frébort studoval analytickou chemii na Přírodovědecké fakultě Univerzity Palackého v Olomouci, akademické tituly získal i na Masarykově univerzitě v Brně, Tottori University v Japonsku, VŠCHT a Univerzitě Karlově. V roce 2005 byl jmenován profesorem biochemie.

## Práce
Od chemie přesunul postupně svůj vědecký zájem k biochemii a molekulární biologii se zaměřením na enzymy metabolismu rostlinných hormonů. Publikoval více než 100 odborných prací, které mají přes 1600 citací. Jeho h-index činí 21. Vystoupil s více než 100 konferenčními příspěvky. Byl řešitelem nebo se podílel na řešení 30 domácích i zahraničních výzkumných projektů.
Absolvoval řadu krátkodobých i dlouhodobých pobytů a stáží v zahraničí. Pravidelně se vrací do Japonska, pobýval například na Yamaguchi University (1992 – 1997) a jako hostující profesor na Osaka University (2007). Jako postdoc působil na University of Tübingen v Německu (2001). Za sebou má i řadu kratších stáží, například v Lundu, Groningenu, Římě, Berlíně či v USA. V rámci projektu Erasmus vyučoval studenty mimo jiné v dánském Lyngby, švédském Lundu či nizozemském Groningenu.
Dlouhodobě působí také ve vedení přírodovědecké fakulty. V letech 2003 až 2014 byl proděkanem fakulty, v letech 2014 až 2018 zastával pozici děkana. Od roku 2010 je ředitelem Centra regionu Haná pro biotechnologický a zemědělský výzkum, které vzniklo v rámci Operačního programu Výzkum a vývoj pro inovace.
Profesor Frébort je členem řady významných odborných organizací, zejména je členem správní rady Evropské biotechnologické federace, rady Biotechnologické společnosti ČR, Českého národního komitétu pro biochemii a molekulární biologii a dlouhodobě působil v Grantové agentuře ČR, opakovaně jako předseda hodnotícího panelu a oborové komise.